# Richland megye (Illinois)
Richland megye az Amerikai Egyesült Államokban, azon belül Illinois államban található. Megyeszékhelye és legnagyobb városa Olney. Lakosainak száma 15 813 fő (2020. április 1.). Richland megye Jasper, Edwards, Clay, Wayne, Crawford, Lawrence és Wabash megyékkel határos.

## Népesség
A megye népességének változása:
| Lakosok száma | 16 207 | 16 234 | 16 214 | 16 182 | 16 029 | 15 813 |
|               | 2010   | 2011   | 2012   | 2013   | 2015   | 2020   |